# Pioneer Hi-Bred International
Pioneer Hi-Bred International, Inc. — американская компания, подразделение DuPont, занимающаяся выведением новых сортов кукурузы, подсолнечника, сои, сорго и некоторых других культур. Компания основана в 1926 году Генри А. Уоллесом, как Hi-Bred Corn Company. Штаб-квартира расположена в Джонстон в штате Айова. Компания ведёт свою деятельность в более, чем семидесяти странах мира.
В 1926 году, когда Генри А. Уоллес, будущий министр сельского хозяйства и вице-президент в администрации Франклина Д. Рузвельта, создал с небольшой группой бизнесменов из Де-Мойна то, что позже стало называться «Хай-Бред Корн Компани», гибридизация кукурузы была ещё в стадии лабораторных разработок.
Обычной практикой тогда было то, что фермеры отбирали на семена часть прошлогоднего урожая зерна. Уоллес смотрел на это шире и ещё в молодости осознал возможность увеличения производства кукурузы за счет целевой селекции сортов. В середине 20-х годов он уже широко экспериментировал с гибридизацией. Он был убежден, что выращиванию кукурузы из гибридных семян принадлежит будущее и что для них будет огромный рынок, как только удастся убедить фермеров в их преимуществах.
В первый год работы вновь образованная фирма произвела 25 тонн семян и продала 16 тонн из них, что стало началом безостановочного роста производства в последующие более 50 лет.
«Пионер» — первая компания, которая посвятила себя исключительно созданию, производству и дистрибуции гибридных семян кукурузы. В середине 30-х годов прошлого столетия к названию фирмы было добавлено слово «Пионер», чтобы отличать её от других компаний, занимающихся гибридной кукурузой.
Фермеры быстро осознали преимущества новой селекции. Гибридные растения росли прямыми, а не такими, как слабые перекрестно-опыляемые сорта кукурузы, они давали до 6 ц/га больше, чем обычные сорта. Все это содействовало реализации и к концу 1930-х годов «Пионер» расширил продажи семян кукурузы на штаты Миннесота и Южная Дакота и на восток, в Иллинойс, Индиану и Огайо. Перед Второй мировой войной «Пионер» был одним из лидеров по продаже гибридных семян кукурузы в США.
В 1971 году название компании было изменено на «Пионер Хай-Бред Интернешенл, Инк.». Компания расширилась и в 1973 году выпустила в обращение ценные бумаги. Два года спустя «Пионер» стал котироваться на Нью-Йоркской фондовой бирже.
С 1999 года «Пионер» является 100 % дочерней компанией фирмы «Дюпон де Немур» и входит в подразделение «Сельское хозяйство и продукты питания» «Дюпона».

## «Пионер» в России
В 1970-х годах прошлого столетия СССР впервые приобрел у фирмы «Пионер» несколько инбредных линий кукурузы, которые затем широко использовались в селекционных программах различных сельскохозяйственных НИИ.
Министерство сельского хозяйства СССР на протяжении нескольких лет централизованно покупало гибридные семена кукурузы для российских хозяйств. В 1986 году специалисты компании «Пионер» впервые заложили демонстрационные опыты в Липецкой и Черниговской областях, а в 1988 году было подписано первое соглашение о создании совместного предприятия по производству семян кукурузы.
31 марта 1989 года Совместное Предприятие было зарегистрировано а первый завод по кондиционированию семян был сдан в эксплуатацию в сентябре 1989 года. В тот же год на площади 1500 га участков гибридизации было произведено 2300 тонн семян кукурузы. В 1990—1991 годах «Пионер» построил второй завод, а в 1991 году производство гибридных семян кукурузы достигло 7200 тонн.
В 1994 году было зарегистрировано московское представительство фирмы «Пионер», в 2009 открылось представительство в Ростове-на-Дону. Там же в 2011 году была создана дочерняя компания ООО «Пионер Хай-Брэд Рус».
Сегодня «Пионер» — лидер продаж гибридных семян кукурузы и один из лидеров по продаже семян подсолнечника в России. С 2009 года портфель продаж пополнился семенами озимого масличного рапса, гибриды ярового масличного рапса и зернового сорго, микробиологические продукты — инокулянты для силосования находятся в процессе регистрации.